# Ryosuke Doi
Ryosuke Doi –en japonés, 土井 陵輔, Doi Ryosuke– (Okayama, 7 de enero de 2002) es un deportista japonés que compite en gimnasia artística. Ganó dos medallas en el Campeonato Mundial de Gimnasia Artística de 2022, plata por equipos y bronce en suelo.

## Palmarés internacional
| Campeonato Mundial | Campeonato Mundial      | Campeonato Mundial | Campeonato Mundial   |
| Año                | Lugar                   | Medalla            | Prueba               |
| ------------------ | ----------------------- | ------------------ | -------------------- |
| 2022               | Liverpool (Reino Unido) | Medalla de plata   | Concurso por equipos |
| 2022               | Liverpool (Reino Unido) | Medalla de bronce  | Suelo                |